# Bentakan
Bentakan is een bestuurslaag in het regentschap Sukoharjo van de provincie Midden-Java, Indonesië. Bentakan telt 2567 inwoners (volkstelling 2010).